# Lloyd C. Douglas
Lloyd Cassel Douglas (* 27. August 1877 in Columbia City, Whitley County; † 13. Februar 1951; geboren als Doya C. Douglas) war ein US-amerikanischer Pfarrer und Autor. Obwohl er seinen ersten Roman erst mit 50 Jahren veröffentlichte, wurde er einer der bekanntesten amerikanischen Autoren seiner Zeit und seine Werke mehrfach verfilmt. 

## Leben
Douglas wurde in Columbia City, Indiana, geboren und verbrachte seine Kindheit in Monroeville, Indiana, Wilmot, Indiana und Florence, Kentucky, wo sein Vater Alexander Jackson Douglas, Pastor der Hopeful Lutheran Church war. Nach dem Census von 1910 war Douglas ein lutherischer Pfarrer. Er war verheiratet mit Bosie L. Douglas. Sie hatten außer Douglas noch zwei Kinder. 
Nachdem er 1903 sein Diplom am Wittenberg College (heutige Wittenberg University) in Springfield, Ohio erhalten hatte, arbeitete er für die lutherische Kirche. Er diente zunächst als Pfarrer in North Manchester, Indiana, Lancaster, Ohio und Washington, D.C. Von 1911 bis 1915 war er Direktor der Theologischen Fakultät der University of Illinois in Urbana-Champaign. Die nächsten sechs Jahre war er Pfarrer der First Congregational Church in Ann Arbor in Michigan. Von dort zog er nach Akron, Ohio, wo er von 1920 bis 1926 diesen Posten bekleidete, dann nach Los Angeles in Kalifornien und schließlich arbeitete er an der St. James United Church in Montreal, Quebec, von deren Kanzel er sich verabschiedete, um zu schreiben.

### Werk
Sein Werk weist eine moralische, didaktische und religiöse Ausrichtung auf. Sein erster Roman, Magnificent Obsession, 1929 erschienen, war ein unerwarteter Sensationserfolg. Kritiker sahen Douglas in der Nachfolge großer religiöser Romane früherer Zeiten, wie z. B. Ben Hur und Quo Vadis. Der Roman wurde 1935 als Magnificent Obsession verfilmt. 1954 erschien mit Die wunderbare Macht eine Neuverfilmung. 
Douglas schrieb dann die Romane Forgive Us Our Trespasses; Precious Jeopardy; Green Light; White Banners; Disputed Passage; Invitation To Live; Doctor Hudson’s Secret Journal; The Robe und The Big Fisherman. The Robe (zu deutsch: Das Gewand des Erlösers) verkaufte sich mehr als zwei Millionen Mal (die Neuauflagen nicht mitgezählt). Douglas verkaufte die Filmrechte. Der Monumentalfilm Das Gewand mit Richard Burton kam erst 1953 nach Douglas Tod in die Kinos. Auch The Big Fisherman wurde 1959 verfilmt und zeigt Howard Keel in einer seiner wenigen Filmrollen, in denen er nicht singt, als Petrus. Sein letztes Buch war die Autobiographie Time To Remember, die sein Leben von der Kindheit bis zur Ausbildung für sein Pastorenamt beschreibt. 
Er starb, bevor er den geplanten zweiten Band verfassen konnte. Diese Aufgabe wurde aber durch das Buch The Shape of Sunday seiner Töchter Virginia Douglas Dawson und Betty Douglas Wilson zu Ende gebracht. Douglas wurde auf dem Forest Lawn Memorial Park Cemetery in Glendale, Kalifornien beerdigt.

## Werke (Auswahl)
- The Robe (1942)[2]
- Magnificent Obsession (1929)
- The Big Fisherman (1949)[3]
- Forgive us our Trespasses
- White Banners
- Green Light (1935)
- Disputed Passage (1939)

## Filmographie (Auswahl)
- 1935: Magnificent Obsession
- 1953: Das Gewand (The Robe)
- 1953: Die wunderbare Macht (Magnificent Obsession)
- 1959: Der Fischer von Galiläa (The Big Fisherman)